# Adamantium
Adamantium este un aliaj fictiv de metal, din benzile desenate Marvel Comics. Aceasta substanță este legată în special de scheletul și ghearele personajului Wolverine.. 
În formă solidă, adamantiumul este incolor, strălucitor și se aseamănă cu oțelul de înaltă calitate sau titanul. Acest material parțial magnetic este imposibil de distrus.